# حزب سوسیالیست نیجریه
حزب سوسیالیست نیجریه (به انگلیسی: The Socialist Party of Nigeria) که به اختصار SPN نامیده می‌شود، یک حزب سیاسی سوسیالیستی در نیجریه است. حزب سوسیالیست نیجریه به ابتکار جنبش سوسیالیستی دموکراتیک شکل گرفت و کنگرهٔ گشایش خود را در ۱۶ نوامبر ۲۰۱۳ در لاگوس برگزار کرد.
حزب سوسیالیست نیجریه در انتخابات سراسری نیجریه ۲۰۱۵ به عنوان یک حزب سیاسی اقدام به ثبت نام کرد، اما کمیسیون انتخاباتی ملی مستقل (INEC) ثبت نام آن را رد کرد. حزب در برابر از این کمیسیون به دادگاه عالی فدرال شکایت کرده و اعلام کرد که از آنجا که کمیسون انتخاباتی ملی مستقل چنانکه در قانون ذکر شده ظرف ۳۰ روز به اعتراض آن‌ها پاسخی نداده‌است، بنابراین ثبت نام آن‌ها باید به صورت خودکار مجاز تلقی شود.